# John Farris
John Lee Farris (1936-) es un escritor estadounidense. Aparte de sus numerosas obras literarias de ficción, ha escrito varios guiones cinematográficos, entre ellos varias adaptaciones de libros suyos, como The Fury, al igual que adaptaciones de libros de otros autores como The Demolished Man. Guionizó y dirigió la película Dear Dead Delilah en 1973. También ha escrito varias obras teatrales y además es aficionado a la pintura y a la poesía. 

## Vida
Nació en 1936 en Jefferson City, Misuri. Sus padres fueron John Linder Farris (1909-1982) y Eleanor Carter Farris (1905-1984). Educado en Tennessee estudió en Central High School de Memphis y asistió a la Universidad del Sudoeste en ese estado. Su primera esposa, Kathleen, fue la madre de sus hijos Julie Marie, John y Jeff Farris; su segunda esposa, Mary Ann Pasante, fue la madre de su hijo Peter John ("P.J.") Farris.
En varias ocasiones ha vivido en Nueva York, Baja California y Puerto Rico; actualmente vive cerca de Atlanta, Georgia.

## Adaptaciones cinematográficas
Tres de sus obras han sido adaptadas al cine: Harrison High (Because They´re Young), después When Michael Calls (con el mismo título) y The Fury (también con el mismo título), dirigida por Brian De Palma.

## Adaptaciones televisivas
Su relato corto We All Scream fue adaptado para un episodio de la serie televisiva Masters of Horror en el año 2007.

### Novelas
- The Corpse Next Door (Graphic Books, 1956) (como John Farris)
- The Body on the Beach (Bouregy & Curl, 1957, tapa dura) (como Steve Brackeen)
- Baby Moll (Crest, 1958, libro de bolsillo)  (como Steve Brackeen)
- Danger in My Blood (Crest, 1958, libro de bolsillo)  (como Steve Brackeen)
- Harrison High (Rinehart & Co.,, 1959) (como John Farris)
- Delfina (Gold Medal, 1962, libro de bolsillo)  (como Steve Brackeen)
- The Long Light of Dawn (Putnam, 1962) (como John Farris)
- Guardians, The (Holt, Rinehart & Winston, 1964, tapa dura) (como Steve Brackeen)
- King Windom (Trident, 1967) (a partir de ese momento firma como John Farris)
- When Michael Calls (Trident, 1967)
- The Girl from Harrison High (Pocket Books, 1968, libro de bolsillo)
- The Captors (Trident, 1969)
- A Sudden Stillness (1970)
- Trouble at Harrison High, The (Pocket Books, 1970, libro de bolsillo)
- Shadow on Harrison High (Pocket Books, 1972, libro de bolsillo)
- Happy Anniversary, Harrison High (Pocket Books, 1973, libro de bolsillo)
- Crisis at Harrison High (Pocket Books, 1974, libro de bolsillo)
- Sharp Practice (Simon & Schuster, 1974)
- The Fury (Playboy Press, 1976)
- Bad Blood (1977)
- All Heads Turn When the Hunt Goes By  (Playboy Press, 1977; publicada en el Reino Unido como Bad Blood y en España como Ajimba)
- Shatter (W. H. Allen [UK] 1980) (true first)
- Catacombs (Delacorte, 1981)
- The Uninvited (Delacorte, 1982)
- Son of the Endless Night (1984)
- Minotaur (Tor, 1985, libro de bolsillo)
- Wildwood (Tor, 1986, libro de bolsillo)
- Nightfall (Tor, 1987, libro de bolsillo)
- Scare Tactics (1988)
- The Axeman Cometh (Tor, 1989, libro de bolsillo)
- Fiends (Dark Harvest, 1990 [edición limitada])
- Demonios (1991)
- Sacrifice (Tor, 1994)
- Dragonfly (Tor/Forge, 1995)
- Soon She Will Be Gone (Tor/Forge, 1997)
- Solar Eclipse (Forge, 1999)
- The Fury and the Terror (2001)
- The Fury and the Power (2003)
- Phantom Nights' (2004)
- You Don't Scare Me (2007)
- Avenging Fury (2008)
- High Bloods (2009)
- Before the Night Ends (2013)

### Relatos cortos
- You Scream, I Scream, We All Scream for Ice Cream
- The Ransome Women
- Story Time with the Bluefield Strangler
- Trangressions: Volume Two

### Guiones
- Dear Dead Delilah (1972)
- The Fury (1978)